# Y no dijo ni una palabra
Y no dijo ni una palabra (en original Und sagte kein einziges Wort) es una novela del autor alemán Heinrich Böll, publicada en 1953. La novela trata de los pensamientos y las acciones de Fred y Käte Bogner, una pareja casada. Fred, cansado de la pobreza de su casa, la ha abandonado con sus tres hijos. Siguen encontrándose de manera casual cada vez que Fred puede conseguir suficiente dinero para alquilar una habitación de hotel. Como en numerosas obras del escritor alemán, el tema principal es la situación de Alemania después de la Segunda Guerra Mundial.
El título surge de una canción que Käte escucha en el cuarto capítulo, creando un paralelo entre ella y Jesús; como Cristo, ella soporta todas las humillaciones sin rebelarse.

## Ediciones en España
- Y no dijo una sola palabra ISBN 978-84-277-0068-0. Editorial Narcea, S.A. de Ediciones, 1972. Traductores; Úrsula Heinze, Ramón Lorenzo. Colección: Bitácora, 26
- Y no dijo ni una palabra ISBN 978-84-322-3108-7. Editorial Seix Barral, 1993. Traductora: Herminia Dauder. Colección: Biblioteca de bolsillo.